# Le Prisonnier de Zenda (film, 1937)
Pour les articles homonymes, voir Le Prisonnier de Zenda.
Pour plus de détails, voir Fiche technique et Distribution.
Le Prisonnier de Zenda (The Prisoner of Zenda) est un film d'aventure américain en noir blanc réalisé par John Cromwell et sorti en 1937. C'est la seconde adaptation du roman du même nom d'Anthony Hope, généralement considérée comme la meilleure. Le film a reçu deux nominations aux Oscars et a été sélectionné par la bibliothèque du Congrès pour être conservé à la National Film Registry en 1991.  

## Synopsis
Rudolf Rassendyll, un touriste anglais, arrive à Strelsau, capitale d'un pays imaginaire d'Europe centrale, la Ruritanie. Intrigué par les réactions de la population à sa vue, il découvre de quoi il retourne quand le colonel Zapt et le capitaine Fritz von Tarlenheim le conduisent devant Rudolf V, qui doit être couronné roi le lendemain et s'avère être son parfait sosie, ainsi qu'un lointain cousin. Ils passent la soirée à boire mais, le lendemain, le futur souverain ne peut être réveillé : il a bu un vin drogué envoyé par son demi-frère, le duc Michael, lequel compte ainsi accéder au trône à sa place. 
Zapt et Tarlenheim persuadent un Rassendyll réticent de jouer le rôle de souverain au couronnement. Rassendyll y rencontre la princesse Flavia, promise de Rudolf V, et tous deux tombent rapidement amoureux l'un de l'autre. Mais le duc Michael se doute de quelque chose et envoie son âme damnée, Rupert von Hentzau, découvrir ce qui se passe. Hentzau trouve le souverain toujours inanimé et l'enlève, Michael le faisant enfermer au château de Zenda. Rassendyll se voit donc contraint de continuer à jouer son rôle pendant que Zapt tente de localiser Rudolf. Une aide inespérée leur vient d'Antoinette de Mauban, la maîtresse de Michael, car celle-ci apprend que le duc doit se marier avec Flavia pour revendiquer le trône et, par jalousie, révèle où est retenu Rudolf.
Le roi risquant d'être tué au moindre signe d'assaut, Rassendyll se porte volontaire pour s'infiltrer dans le château afin d'ouvrir le pont-levis à Zapt et ses troupes et de protéger Rudolf. Mais, alors que ce plan est en cours d'exécution, le duc Michael surprend von Hentzau en train d'essayer de séduire Antoinette. Hentzau tue alors Michael et, dans son chagrin, Antoinette en laisse assez échapper pour l'avertir de ce qui se trame. Rassendyll et Hentzau se livrent alors un duel à l'épée prolongé à l'issue duquel Rassendyll réussit à ouvrir le pont-levis. Hentzau prend alors la fuite. Rudolf retrouve son trône et Rassendyll tente de persuader Flavia de le suivre en Angleterre. Mais le sens du devoir de Flavia est trop grand et ils doivent se faire leurs adieux.

## Fiche technique
- Titre original : The Prisoner of Zenda
- Titre français: Le Prisonnier de Zenda
- Réalisation : John Cromwell
  - Seconde équipe (non crédités) : W. S. Van Dyke et George Cukor
- Scénario : John L. Balderston, Wells Root, Edward Rose (en) et (non crédités) Ben Hecht et Sidney Howard, d'après le roman éponyme d'Anthony Hope
- Dialogues additionnels : Donald Ogden Stewart
- Direction artistique : Lyle R. Wheeler
- Décors : Casey Roberts
- Costumes : Ernest Dryden
- Photographie : James Wong Howe et (non crédité) Bert Glennon
- Son : Oscar Lagerstrom
- Musique : Alfred Newman
- Montage : Hal C. Kern et James E. Newcom
- Production : David O. Selznick
- Société de production : Selznick International Pictures
- Société de distribution :  United Artists ;  Les Artistes Associés
- Pays de production : États-Unis
- Langue originale : anglais
- Formats : Noir et blanc - 1,37:1 - Son Mono - 35 mm
- Genre : Film d'aventure
- Durée : 101 minutes
- Dates de sortie : 
  - États-Unis : 3 septembre 1937
  - France : 3 novembre 1937

## Distribution

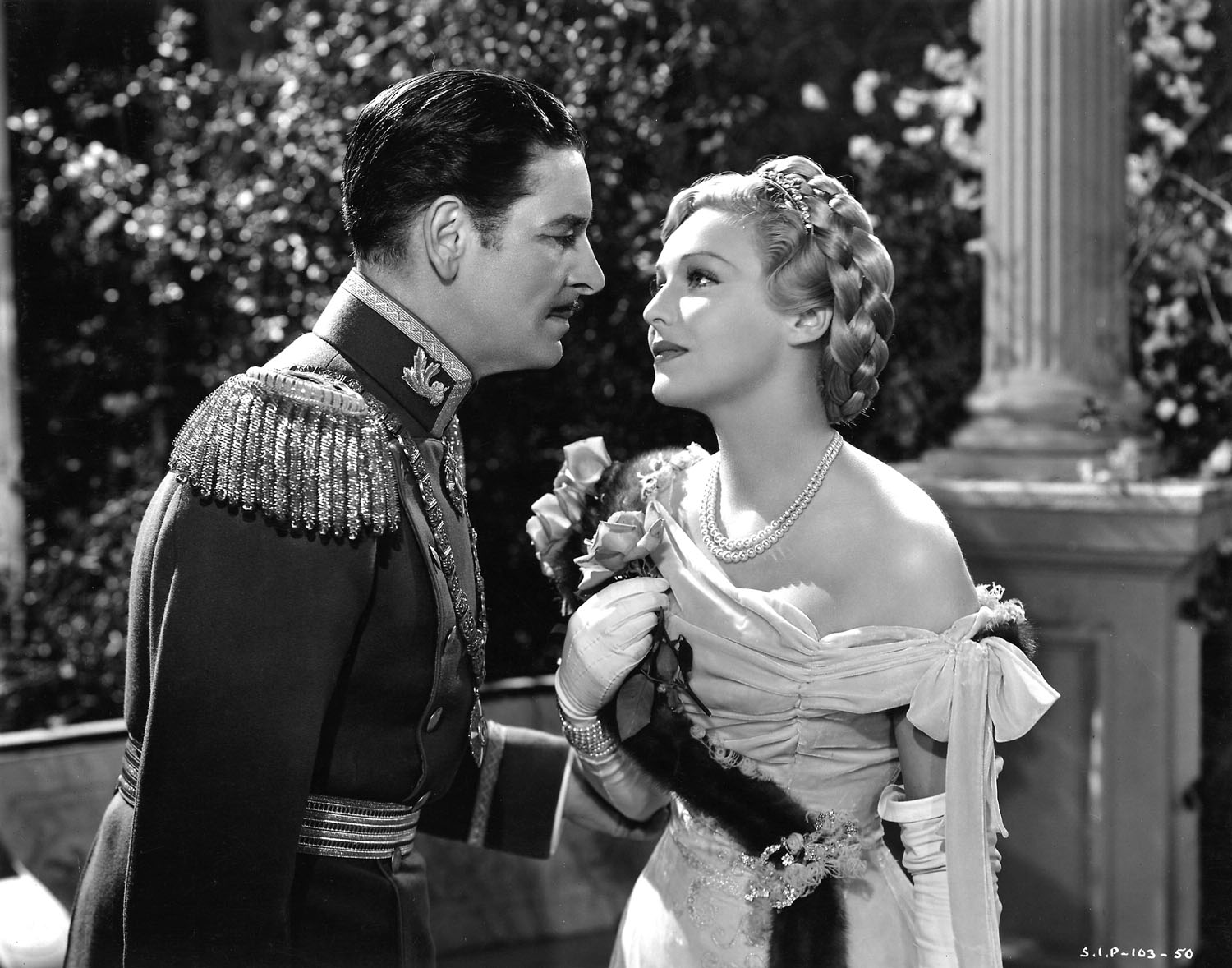
Ronald Colman et Madeleine Carroll

- Ronald Colman (VF : Jean Gaudray) : Rudolf Rassendyll / Rudolf V
- Madeleine Carroll (VF : Lita Recio) : Princesse Flavia
- Douglas Fairbanks Jr. (VF : Marc Valbel) : Rupert von Hentzau
- Raymond Massey (VF : Robert Dalban) : Duc Michael
- Charles Aubrey Smith (VF : Jacques Berlioz) : Colonel Zapt
- David Niven (VF : Roger Till) : Fritz von Tarlenheim
- Mary Astor : Antoinette de Mauban
- Montagu Love : Detchard
- Philip Sleeman : Albert von Lauengram
- Eleanor Wesselhoelt : Frau Holf
- Torben Meyer : Max
- Wilhelm von Brincken : Krafstein

Acteurs non crédités :
- Alexander D'Arcy : De Gautet
- Byron Foulger : Johann
- Lawrence Grant : Strakencz
- Charles Halton : Le contrôleur des passeports
- Emmett King : Le grand chambellan de la cour
- Ian Maclaren : Un cardinal
- Al Shean : Le chef d'orchestre

## Production
Le producteur David O. Selznick, qui vient de créer sa propre compagnie, achète les droits d'adaptation et des versions du scénario pour 100 000 $ à la Metro-Goldwyn-Mayer, espérant que la récente abdication d'Édouard VIII attirera l'attention sur un film qui parle de roi et de couronnement. Charles Aubrey Smith, qui joue le rôle du colonel Zapt, a interprété celui de Rassendyll quand la pièce de théâtre a été jouée pour la première fois en 1896. Douglas Fairbanks Jr. auditionne à l'origine pour le rôle principal mais se voit proposer celui de Rupert von Hentzau. Inquiet à l'idée de devoir jouer un méchant, il demande conseil à Aubrey Smith qui lui répond : « J'ai joué chaque rôle dans la pièce, mis à part celui de Flavia, et je peux vous affirmer que personne n'a jamais nui à sa carrière en interprétant Rupert von Hentzau ». Raymond Massey, engagé pour le personnage du duc Michael, cherche également conseil auprès d'Aubrey Smith mais celui-ci lui confesse qu'il n'a jamais trouvé une façon satisfaisante d'interpréter le personnage. 
Le tournage du film, qui se déroule à Hollywood, est considéré comme difficile. Le réalisateur John Cromwell se montre mécontent de la distribution masculine, suspectant Ronald Colman de ne pas connaître son texte et s'inquiétant des fréquentes virées nocturnes de Fairbanks Jr. et David Niven. Cromwell quitte même le tournage pendant quelques jours et George Cukor dirige quelques scènes à sa place. W. S. Van Dyke est engagé pour retourner quelques scènes du duel final entre Rassendyll et von Hentzau.  

## Accueil
À sa sortie, le film est un succès aussi bien auprès du grand public que des critiques. En 1938, il est nommé à l'Oscar de la meilleure musique de film et à celui de la meilleure direction artistique. 
Parmi les nombreuses adaptations dont a fait l'objet le roman, la version de 1937 est généralement considérée comme la meilleure. La version de 1952, avec Stewart Granger dans le rôle principal, est un remake quasiment plan par plan de celle de 1937, réutilisant également dans une large part la même musique et les mêmes dialogues.